# Misael Martínez
Misael Smith Martínez Olivella (Valledupar, Colombia, 25 de marzo de 1998) es un futbolista profesional que se desempeña como delantero centro y actualmente juega para Unión Magdalena equipo que disputa la Categoría Primera A.
Su debut como profesional ocurrió el 12 de mayo de 2018 contra Bogotá FC en un encuentro correspondiente a la fecha 14 del por entonces llamado Torneo Águila vistiendo el dorsal 28. Misael se iría con doblete en un debut soñado para cualquiera y, aunque luego recibió una falta dentro del área rival, su compañero Saramys Rodríguez Guillén fue el encargado de anotar el 3-0 final del compromiso contra la escuadra bogotana.

## Trayectoria

### Atlético Bucaramanga
Su llegada al equipo santandereano se dio en condición de préstamo con opción de compra, siendo uno de los refuerzos de cara al segundo semestre de la Liga BetPlay 2023-II. 
Llegó proveniente del Valledupar FC junto a su compañero de equipo y también delantero Dairon Valencia tras haber anotado 9 goles, siendo el segundo máximo anotador del Torneo BetPlay 2023-I. El club anunció su llegada a través de las redes sociales el 24 de junio, con un video que generaría buenas impresiones en la mayoría de los hinchas Leopardos.
```
"Hay mucha esperanza en mí, y soy consciente de eso. Por eso tengo que esforzarme el doble, tener mucha más disciplina y dar lo mejor de mí".
```

Fueron algunas de sus palabras en entrevista para el diario vallenato EL PILÓN.
Un detalle curioso previo a su llegada a la ciudad bonita, Misael nunca disputó un partido contra el conjunto Leopardo a pesar incluso de haber jugado tres años en primera división con Patriotas FC. Sí estuvo presente en la visita de los Lanceros el 26 de septiembre de 2020 por el partido correspondiente a la Fecha 10 de la Liga BetPlay 2020, estando los 90 minutos en el banco de suplentes en un encuentro que acabaría con un marcador de 1-1.
2023-II:
Tras su llegada a Bucaramanga jugaría 18 (2) partidos en los que anotaría 3 (1) goles en un segundo semestre que terminaría por completar un año 2023 bastante regular para el equipo santandereano, que a pesar de arrancar el torneo de muy buena manera consiguiendo 10 pts en las primeras cuatro fechas (3V-1E), posteriormente solo conseguieron una victoria en catorce juegos entre liga y copa. Y aunque  gracias a otros resultados llegaban con posibilidades de clasificarse al cuadrangular semifinal, la derrota 2-3 en condición de local contra Equidad Seguros por la fecha 19 terminaría por pasar factura en la última fecha; dónde a pesar de la victoria 1-2 de visita ante el América de Cali no sería suficiente, al haber sufrido aquella derrota en casa.
2024-I:
Previo al inicio del Liga BetPlay 2023-II sufrió una lesión en un partido de pretemporada contra el Deportivo Cali que lo apartó de las canchas durante casi 3 meses. 
Su retorno a las canchas se daría el 3 de marzo, en la victoria del equipo 'leopardo' ante Patriotas FC anotando el 3-0 final tan solo dos minutos después de haber ingresado de cambio al minuto 86'.
A pesar de no lograr consolidarse con un puesto en el onceno titular del D.T. Rafael Dudamel, disputó un total de 20 partidos entre liga y copa, en los que juntó 6 goles y 4 asistencias que aportaron de gran manera en la obtención del primer título de liga del Club Atlético Bucaramanga.

### Alianza Valledupar FC
2024-II:
Después de su paso por Atlético Bucaramanga, regresó a nuevamente a la ciudad que lo vio nacer. Está vez para representar los colores del recién mudado Alianza FC.  Comenzó la pretemporada con el equipo de gran manera jugando 3 partidos en los que anotó 3 goles; 2 al Barranquilla FC y 1 al Junior de Barranquilla. Marcaría su primer gol oficial desde el punto penal ante Millonarios FC, duelo correspondiente a la fecha 3 de la liga decretando así la victoria 2-1 frente al cuadro 'Embajador'.

### Unión Magdalena
El día lunes 16 de junio fue anunciado en las redes del club como nueva incorporación de cara al segundo semestre del año 2025.

## Clubes
| Club                 | Div.  | Partidos | Goles (P) |
| -------------------- | ----- | -------- | --------- |
| Valledupar FC        | 2.ª   | 46       | 20 (4)    |
| Llaneros FC          | 2.ª   | 17       | 5         |
| Patriotas FC         | 1.ª   | 39       | 2         |
| Atlético Bucaramanga | 1.ª   | 38       | 9 (1)     |
| Alianza FC           | 1.ª   | 31       | 4 (1)     |
| Unión Magdalena      | 1.ª   | 5        | -         |
| Total                | Total | 176      | 40 (6)    |

## Estadísticas Ligas/Copas
La media goleadora está actualizada al 8 de agosto de 2025
| Club                             | Temporada       | Liga  | Liga  | Liga   | Copa  | Copa  | Copa   | Total | Total | Total  | Media Goleadora |
| Club                             | Temporada       | Part. | Goles | Asist. | Part. | Goles | Asist. | Part. | Goles | Asist. | Media Goleadora |
| -------------------------------- | --------------- | ----- | ----- | ------ | ----- | ----- | ------ | ----- | ----- | ------ | --------------- |
| Valledupar FC · Colombia         | 2018, 2022-2023 | 43    | 20    | 3      | 3     | -     | -      | 46    | 20    | 3      | 0.43            |
| Llaneros FC · Colombia           | 2019            | 14    | 5     | 1      | 3     | -     | -      | 17    | 5     | 1      | 0.29            |
| Patriotas FC · Colombia          | 2019-2022       | 33    | 2     | -      | 6     | -     | -      | 39    | 2     | -      | 0.05            |
| Atlético Bucaramanga · Colombia  | 2023-2024       | 31    | 4     | 3      | 7     | 5     | 2      | 38    | 9     | 5      | 0.23            |
| Alianza Valledupar FC · Colombia | 2024-2025       | 29    | 4     | 1      | 2     | -     | -      | 31    | 4     | 1      | 0.12            |
| Unión Magdalena · Colombia       | 2025-presente   | 5     | -     | -      | -     | -     | -      | 2     | -     | -      | -               |
| Total carrera                    | Total carrera   | 155   | 35    | 8      | 21    | 5     | 2      | 176   | 40    | 10     | 0.22            |

## Palmarés

### Campeonatos nacionales
| Título          | Club                 | País     | Año  |
| --------------- | -------------------- | -------- | ---- |
| Torneo Apertura | Atlético Bucaramanga | Colombia | 2024 |